# VV Sparta Nijkerk
Voetbalvereniging Sparta Nijkerk é um clube holandês de futebol de Nijkerk, na Holanda. Foi fundado em 15 de maio de 1931 e disputa a Topklasse, o terceiro nível do futebol holandês. Manda seus jogos no estádio De Ebbenhorst, que tem capacidade para 5.350 espectadores.